# Phaea coccinea
Phaea coccinea es una especie de escarabajo longicornio del género Phaea, tribu Tetraopini, subfamilia Lamiinae. Fue descrita científicamente por Bates en 1866.

## Descripción
Mide 7,4-9 milímetros de longitud.

## Distribución
Se distribuye por Bolivia, Brasil y Paraguay.